# Toelskaja
Toelskaja (Russisch: Тульская uitspraakⓘ) is een station aan de Serpoechovsko-Timirjazevskaja-lijn van de Moskouse metro. Het station is genoemd naar de Grote Toelastraat die op zijn beurt is genoemd naar de stad Toela ten zuiden van Moskou. Het ligt aan het eerste deel van lijn 9, Serpoechovskaja - Joezjnaja (zuid), dat op 8 november 1983 werd geopend. In 1991 werd voorgesteld om het station om te dopen in Danilovklooster als verwijzing naar het klooster dat ongeveer 500 meter oostelijker ligt.

## Ligging en ontwerp
Het enkelgewelfdstation op 9,5 meter diepte is het noordelijkste station van het deel van de lijn ten zuiden van het centrum op geringe diepte. Het is de uitwerking van een standaard ontwerp met twee verdeelhallen boven de sporen aan de kopse kanten van het station. Aanvankelijk zouden boven de roltrappen aan de perroneinden panelen worden geplaatst ter ere van de heldendaden van de stad Toela tijdens de Tweede Wereldoorlog, deze zijn echter nooit aangebracht. De toegangen liggen tussen de Grote Toelastraat aan de westkant en de Cholodilnjedwarsstraat aan de oostkant. Ten noorden van het station ligt het Serpoechovskaja-Zastavaplein waar de Podolskoje Sjosse, de Ljoesnikovskajastraat, de Danilovskistraat en de Serpoechovwal samenkomen. Ongeveer 500 meter ten zuiden van het station ligt de gelijknamige voorstadshalte.

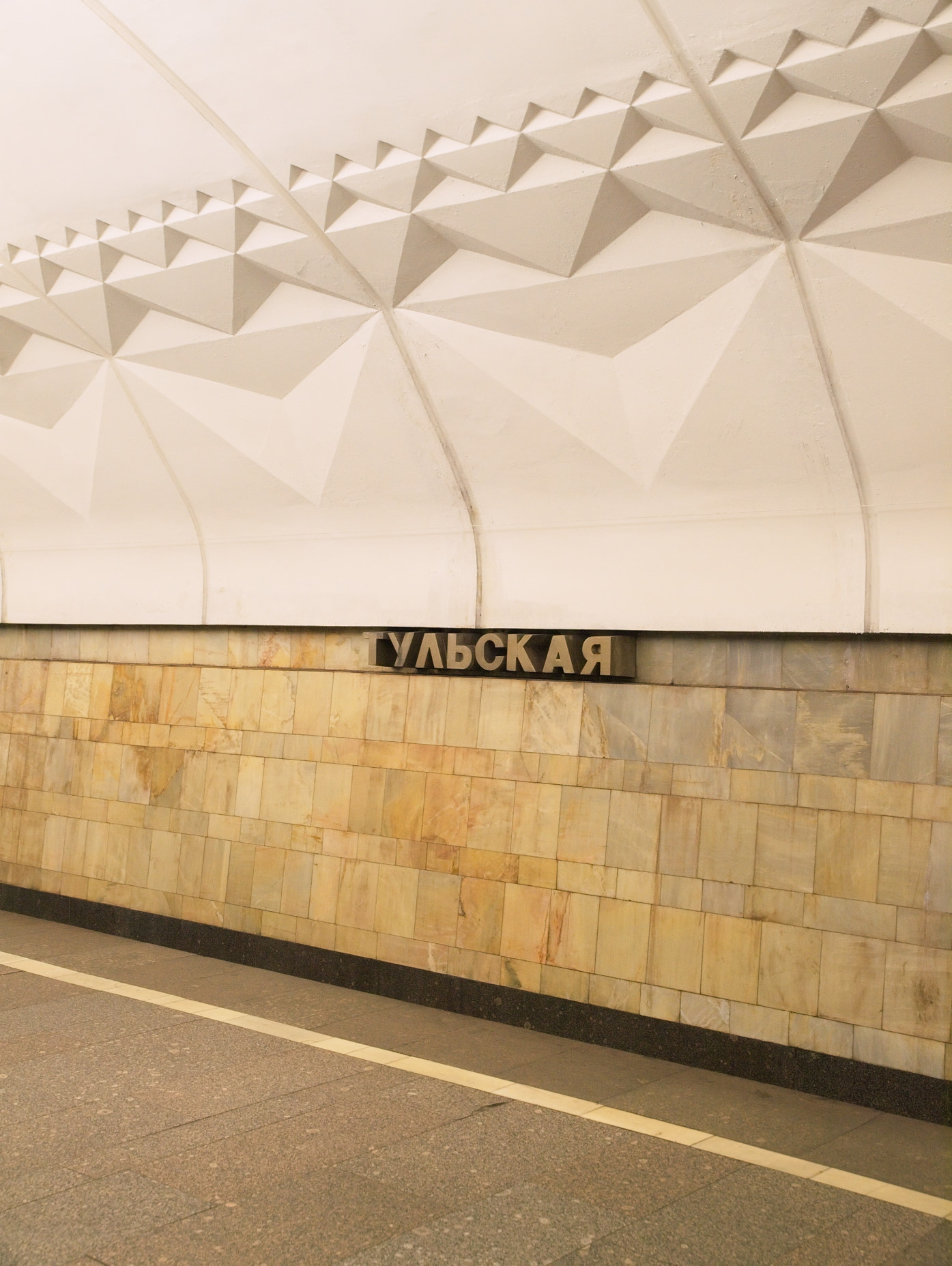
De naam op de tunnelwand
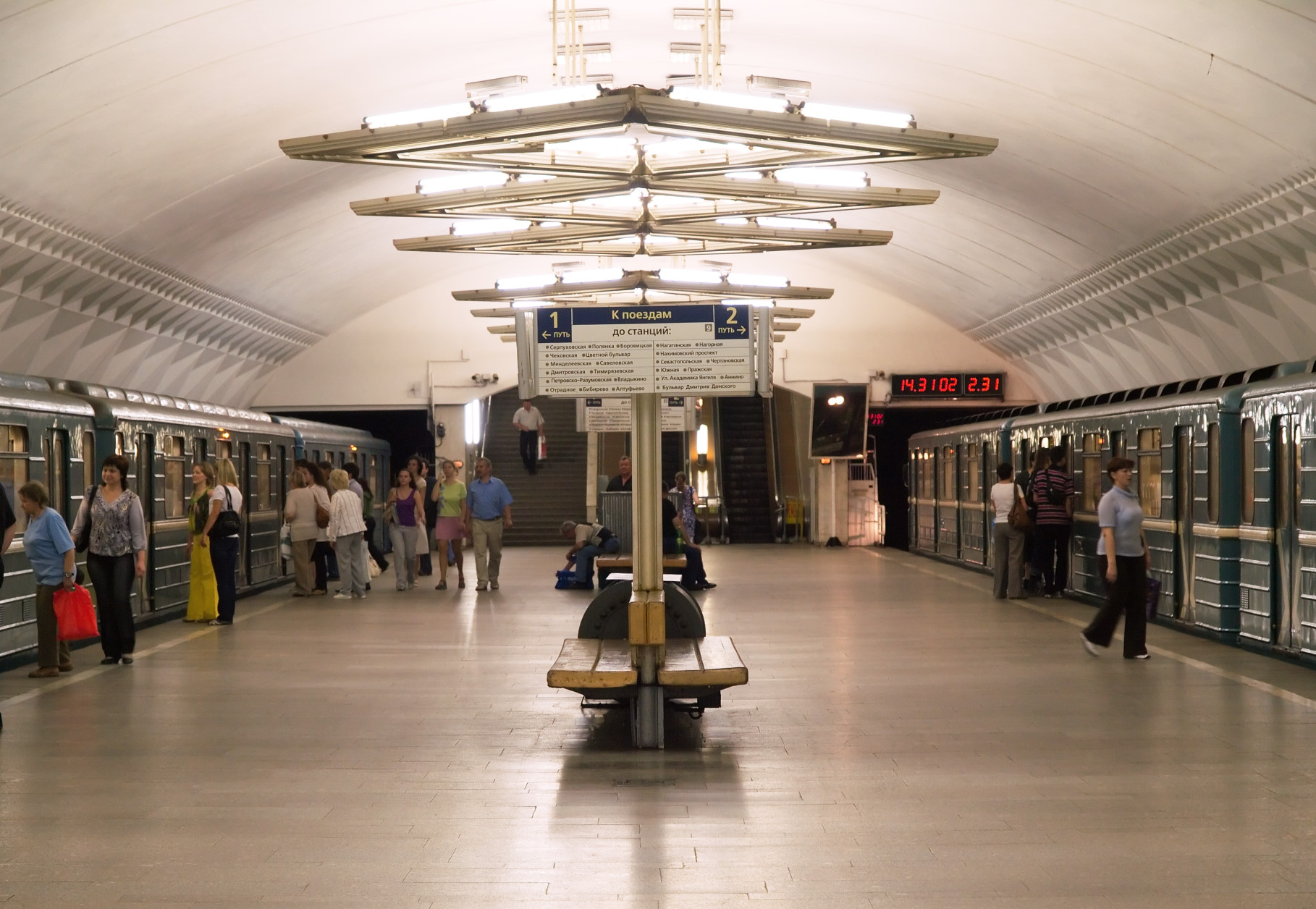
De zuidelijke toegang tot het perron
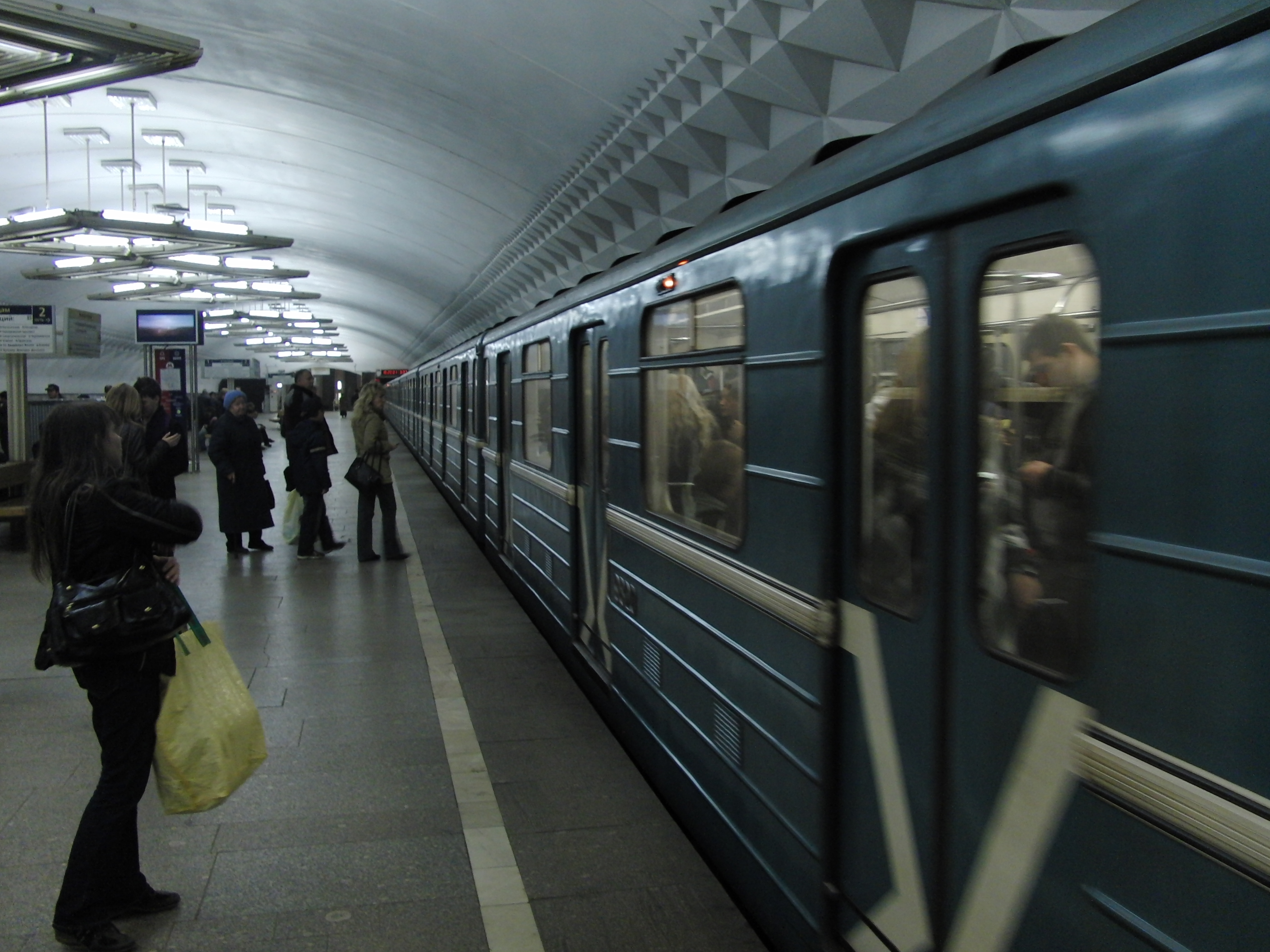
Metro langs het perron

## Reizigersverkeer
In 1999 werden per dag 45.480 reizigers geteld, in 2002 was dit opgelopen tot 40.600 instappers en 39.400 uitstappers. Reizigers richting het centrum kunnen vanaf 5:43 uur de metro nemen, in zuidelijke richting kan doordeweeks vanaf 5:56 uur en in het weekeinde vanaf 5:59 uur gereisd worden. Bovengronds hebben vele bus- en trolleylijnen hun haltes. Voor de langere termijn bestaan er plannen om de Roebljevo-Archangelsk-lijn en de Birjoeljovo-radius, die op 2 januari 2020 het groene licht kregen, samen te voegen tot een lijn met een station bij Toelskaja.

## Aanslag
Op de avond van 11 juni 1996 ontplofte in het vierde rijtuig van de metro die uit Toelskaja richting Nagatinskaja was vertrokken 500 a 800 gram TNT. De zelfgebouwde bom was onder een stoel verstopt en veroorzaakte vier doden en 16 gewonden.